# Interdata 7/32と8/32
Model 7/32と8/32は、ニュージャージー州オーシャンポートに本社を置いたInterdata社によって1970年代に開発された、32ビットのミニコンピューターである。
これらは、最初の32ビットのミニコンピューターとして、良く知られている。
8/32は、7/32よりパワフルなマシンであり、ユーザーがプログラム可能なマイクロコード機能が導入されたのが、特筆すべき特徴である。
マイクロコードを使ったIBM 360シリーズメインフレームの成功の後、マイクロコードをより小規模なミニコンピューターに適用しようというベンチャー企業が現れた。
このような企業に、Prime Computer、Microdata、Interdataがあった。
Interdataは、マイクロコードをIBM 360命令セットに大きく影響を受けたアーキテクチャを定義するのに使った。しかし、この命令セットはクローンではない。
DOSタイプのリアルタイムなシリアル/マルチタスクなオペレーティングシステムは、OS/32と呼ばれた。
7/32と8/32は、大規模な組み込みシステムにおけるコンピューターとして採用された。リアルタイムな地震分析におけるFFTシステムや、CATスキャナーシステム、フライトシミュレーターシステムなどがその例である。
また、IBMネットワークにおける非IBM周辺機器としてもよく使われた。HASPワークステーションやスプーリングシステムとして使われ、これらはRJE (Remote Job Entry)ステーションと呼ばれた。
例えば最初のスペースシャトルシミュレーターに使われたコンピューターは、36台の32ビットミニコンピューターであり、相互に接続されたメインフレームコンピューター(IBMとUnivac)との全てリアルタイムなデータの入出力に使われた。
8/32は、Mathematical Applications Group, Inc. (MAGI)によって、非常に有名な3D Computer Generated Imagery (CGI)映画であり、1982年に公開されたTronの製作に使われた。
CGIは1970年代には映画製作においては、製作本数においても少数派であった。TronはCGIを多用した映画として初めて、メジャーな製作会社によるものであった。
これらのマーケットにおけるInterdataの32ビットミニコンピューターの成功によって、Interdata社はPerkin-Elmer Corporationの興味をひくことになった。Perkin-Elmerは、コネチカット州ノーウォークに本社を置く科学機器と光学機器の製造業者であり、軍需産業と航空産業の分野で主要な地位にあった。
Perkin-Elmerはまた、自社製コンピューターシステムを販売するVarianの主要な競合でもあった。
Interdataは1973年にPerkin-Elmerに買収され、1976年にはComputer Systems Division (CSD)となり、Perkin-Elmerの新しく発足したData Systems Group (DSG)の一部となった。
1985年、DSGは解体され、CSDはConcurrent Computer Corporationに売却された。Concurrent Computer Corporationは大きく拡張された3200シリーズのマシンをまだ製造している。

1976年までに、Interdata (Perkin-Elmer)のコンピューターは、MITにおけるArchitecture Machine GroupとJoint Computer Facilityで使われていた。
プログラミング言語としてFORTRANとPL/1が使われていたが、Unixオペレーティングシステムは使われていなかった。
いくつかのマシンは現在もまだ使われている。
Interdataは16ビットのコンピューターとして、Model 3、Model 4、Model 70、Model 7/16といったマシンを製造していた。
7/32と8/32の標準のオペレーティングシステムは、Interdata製のOS/32である。
Unixは、1977年に2つのグループによって独立して移植された。7/32へはウーロンゴン大学において移植され、8/32へはベル研究所において移植された。これにより、32ビットのInterdata製マシンは、Unixの動く最初のPDPシリーズ以外のコンピューターとなった(Version 6 Unixを参照)。
歴史的なコンピューターのシミュレーターであるSIMHでは、Interdataの32ビット(7/32と8/32)と16ビットのミニコンピューターのシミュレーターが含まれている。